# Os Mutantes – Kinder der Nacht
Os Mutantes – Kinder der Nacht (portugiesischer Originaltitel: Os Mutantes, portugiesisch für: Die Mutanten) ist ein Filmdrama der portugiesischen Regisseurin Teresa Villaverde aus dem Jahr 1998.
Der Film lief mit deutschsprachigen Untertiteln auch im deutschen Fernsehen, beim Sender arte.

## Handlung
Andreia, Pedro und Ricardo sind vernachlässigte Kinder, ungeliebte Jugendliche, teils am Rande zum Systemsprenger. Sie wollen sich nicht unterordnen und bleiben hartnäckig außerhalb der Mehrheitsgesellschaft, stehlen, lügen und brechen aus Heimen aus. Immer auf der Suche, immer aufbegehrend und kurz vor der Explosion, werden sie von einer unsichtbaren wilden Kraft geleitet, die sie alles ändern und selbst anders leben lassen will.
Sie wissen nicht so recht, was sie genau wollen, aber immer stört sie etwas. Wie Überlebende, wie portugiesische Mutanten, die jedoch überall auf ganz andere Mutanten stoßen.
Im Verlauf des Films träumen, weinen und lachen sie, und kommen nur selten zur Ruhe. Sie bekommen schließlich Kinder, sterben oder fliehen. „Wo haben wir hier Fehler gemacht?“ fragt der Film in seinem Trailer den Zuschauer.

## Rezeption
Der Film feierte am 22. Mai 1998 bei den Internationalen Filmfestspielen von Cannes 1998 Premiere, in der Sektion Un Certain Regard. Er lief danach auf einer Reihe weiterer internationaler Filmfestivals (u. a. Doclisboa und Festival Internacional de Cine del Uruguay), wo er zum Teil auch für Preise nominiert wurde, so beim Independent-Film-Festival von Buenos Aires, in Cannes und bei den EXTRA-Fernsehpreisen in Brasilien. Er erhielt dabei einige Auszeichnungen, so beim Mittelmeer-Filmfestival von Bastia, beim Seattle International Film Festival, beim Filmfestival von Santa Maria da Feira und beim Filmfestival in Taormina. Auch für die portugiesischen Globos de Ouro 1999 war er in mehreren Kategorien nominiert.
Nach einer Vorpremiere am 24. November 1998 im Lissabonner Cinema Monumental kam er am 27. November 1998 in die portugiesischen Kinos, in den deutschen Kinos lief er am 1. Juli 1999 an.

„Ein kraftvoller, sich nachhaltig einprägender Film voller grandioser Bildeinfälle, die niemals manieristisch wirken. Der knappe, disziplinierte Erzählstil und die Leistungen der jugendlichen Hauptdarsteller runden das Gesamtbild eindrucksvoll ab.“

„Andreia, Pedro und Ricardo sind junge Leute, die die Nacht zum Tag machen. Denn sie wollen mit den "normalen" Verhältnissen nichts zu tun haben. Sie treiben ziellos durch ihr Leben. Doch ihre spürbare Unzufriedenheit droht zu explodieren… Einmal mehr ein eindringliches Drama, in dem Teresa Villaverde das Leben entwurzelter Jugendlicher thematisiert.“

Der Film war der portugiesische Kandidat für den besten fremdsprachigen Film zur Oscarverleihung 2000, gelangte bei der folgenden 72. Oscarverleihung jedoch nicht zur Nominierung.